# Hazembourg
Hazembourg település Franciaországban, Moselle megyében. Lakosainak száma 155 fő (2022. január 1.). Hazembourg Le Val-de-Guéblange, Honskirch, Kappelkinger, Kirviller és Vittersbourg községekkel határos.

## Népesség
A település népességének változása:
| Lakosok száma | 142  | 124  | 113  | 119  | 124  | 131  | 138  | 149  | 149  | 155  |
|               | 1968 | 1982 | 1990 | 2006 | 2013 | 2015 | 2017 | 2019 | 2020 | 2022 |